# Owen Paterson
Owen Paterson (ur. 24 czerwca 1956 w Whitchurch) – brytyjski polityk, członek Partii Konserwatywnej, poseł do Izby Gmin od 1997 do 2021. W latach 2010–2014 członek gabinetu Davida Camerona, gdzie początkowo pełnił urząd ministra ds. Irlandii Północnej, zaś w latach 2012–2014 był ministrem środowiska, żywności i spraw wsi.

## Życiorys

### Młodość, wykształcenie i kariera zawodowa
Jest magistrem historii, którą ukończył w Corpus Christi College, na University of Cambridge. Następnie zaliczył specjalistyczne studia podyplomowe dla przyszłych pracowników branży skórzanej na University of Northampton i podjął pracę w British Leather Company, gdzie doszedł aż do stanowiska dyrektora zarządzającego, które objął w 1993 roku. Później kierował inną firmą z tej samej branży, Parsons and Sons.

### Działalność polityczna
Karierę polityczną rozpoczął w 1992, bez powodzenia starając się uzyskać mandat do Izby Gmin. W 1997 spróbował ponownie w innym okręgu (North Shropshire) i uzyskał mandat. Pracował w gabinecie cieni, gdzie początkowo odpowiadał za kwestie transportu, a od 2007 był głównym rzecznikiem konserwatystów ds. Irlandii Północnej. Po wygranych przez torysów wyborach w 2010 roku był więc naturalnym kandydatem na ministra ds. Irlandii Północnej, którym oficjalnie został 12 maja 2010. Podczas rekonstrukcji rządu we wrześniu 2012 zastąpił Caroline Spelman na stanowisku ministra środowiska, żywności i spraw wsi. Stracił to stanowisko w czasie następnej rekonstrukcji w lipcu 2014.
W wyborach w 2015 roku obronił swój mandat parlamentarny, uzyskując w swoim okręgu wyborczym 51,5% głosów. W kolejnych wyborach (w 2017 i 2019), był ponownie wybierany do Izby Gmin, uzyskując odpowiednio 60,5% i 62,7% głosów. 5 listopada 2021 zrzekł się mandatu parlamentarnego i wycofał z życia politycznego, w związku z ujawnieniem faktu naruszenia przez niego przepisów o działalności lobbingowej.

### Życie prywatne
W 1980 ożenił się z Rose Ridley (córką Matthew Ridleya i siostrą Matta Ridleya), z którą miał córkę i dwóch synów. 24 czerwca 2020 jego żona popełniła samobójstwo.